# Cnaphalocrocis
Cnaphalocrocis is een geslacht van vlinders uit de familie van de grasmotten (Crambidae). De wetenschappelijke naam en de beschrijving van dit geslacht werden in 1863 gepubliceerd door Julius Lederer. Hij bracht de soorten Botys jolinalis [sic] Walker, 1859 en Botys rutilalis Walker, 1859 erin onder.

## Soorten
Dit geslacht omvat de volgende soorten:
- C. araealis (Hampson, 1912)
- C. bilinealis (Hampson, 1891)
- C. brunneofusalis Hampson, 1917
- C. carstensziana (Rothschild, 1916)
- C. daisensis Shibuya, 1929
- C. didialis (Viette, 1958)
- C. euryterminalis Hampson, 1917
- C. fusifascialis Hampson, 1896
- C. grisealis Ghesquière, 1942
- C. grucheti (Viette, 1975)
- C. hemicrossa Meyrick, 1887
- C. hexagona (Lower, 1903)
- C. iolealis (Walker, 1859)
- C. laticostalis Hampson, 1912
- C. latimarginalis Hampson, 1891
- C. liliicola (Ghesquière, 1942)
- C. limbalis Wileman, 1911
- C. loxodesma (Turner, 1915)
- C. medinalis (Guenée, 1854)
- C. patnalis Bradley, 1981
- C. pauperalis Strand, 1918
- C. pilosa Warren, 1896
- C. ruptalis Walker, 1866
- C. rutilalis (Walker, 1859)
- C. sanitalis Snellen, 1882
- C. sordidalis Rothschild, 1915
- C. stereogona (Meyrick, 1886)
- C. subvenilialis Snellen, 1895
- C. trebiusalis (Walker, 1859)